# Peggioga lungana
Peggioga lungana är en insektsart som beskrevs av Ronald Gordon Fennah 1949. Peggioga lungana ingår i släktet Peggioga och familjen Tropiduchidae. Inga underarter finns listade i Catalogue of Life.